# 1941 у футболі
Нижче наведені футбольні події 1941 року у всьому світі.
НАРОДЖЕННЯ:
Анатолій Пузач

## Засновані клуби
- Відеотон (Угорщина)

## Національні чемпіони
- Аргентина: Рівер Плейт
- Ісландія: КР
- Іспанія: Атлетіко Авіасьйон
- Туреччина: Генчлербірлігі
- Україна: Спартак Одеса
- Хорватія: Хайдук (Спліт)